# Nocera Superiore
Nocera Superiore község (comune) Olaszország Campania régiójában, Salerno megyében.

## Fekvése
A megye északnyugati részén fekszik. Határai: Cava de’ Tirreni, Nocera Inferiore, Roccapiemonte és Tramonti.

## Története
1858-ban, nápolyi földtulajdonosok követeléseinek helyt adva, az egykori Nocera területének felosztásával jött létre.

## Népessége
A népesség számának alakulása:

## Főbb látnivalói
- Santa Maria Maggiore őskeresztény templom (más néven La Rotonda)
- Santa Maria Materdomini-templom